# 断筆
断筆（だんぴつ）とは、著作家が一切の執筆をやめること。

## 解説
断筆の多くは、反省や抗議の意味を込めての執筆中断であり、物故による絶筆や病気その他の理由で執筆が困難になっていることとの混同を避けるために、何らかの宣言を伴う場合が多い。転じて、自分には作家の才能がないことを認めて、作家志望を取りやめることもさす。

## 著名な断筆
- 筒井康隆　- 1993年（平成5年）、国語教科書に収録された「無人警察」のてんかんに関する記述が差別的であるとの指摘を受け、角川書店が「無人警察」他数点の小説を作家の了解無く単行本から削除したことにより「断筆宣言」を行った。1996年（平成8年）、自主規制を撤廃する旨の覚書を各出版社と交わし、断筆を解除した。